# Trigonospila cingulata
Trigonospila cingulata là một loài ruồi trong họ Tachinidae.